# Campionato sudamericano maschile di pallavolo 1969
L'VIII campionato sudamericano maschile di pallavolo si è svolto nel 1969 a Caracas, in Venezuela. Al torneo hanno partecipato 8 squadre nazionali sudamericane e la vittoria finale è andata per la settima volta, la seconda consecutiva, al Brasile.

## Squadre partecipanti
- Argentina
- Brasile
- Cile
- Colombia
- Ecuador
- Guyana
- Uruguay
- Venezuela

## Classifica finale
| Classifica | Squadre   |
| ---------- | --------- |
|            | Brasile   |
|            | Venezuela |
|            | Uruguay   |
| 4          | Cile      |
| 5          | Argentina |
| 6          | Ecuador   |
| 7          | Colombia  |
| 8          | Guyana    |